# Beaumetz
Beaumetz – miejscowość i gmina we Francji, w regionie Hauts-de-France, w departamencie Somma.
Według danych na rok 2011 gminę zamieszkiwały 224 osoby, a gęstość zaludnienia wynosiła 36 osób/km² (wśród 2293 gmin Pikardii Beaumetz plasuje się na 840. miejscu pod względem liczby ludności, natomiast pod względem powierzchni na miejscu 756.).